# سيمون ليسينج
سيمون ليسينج (بالإنجليزية: Simon Lessing) هو تريثلت بريطاني، ولد في 12 فبراير 1971 في كيب تاون في جنوب أفريقيا.

## وصلات خارجية
- سيمون ليسينج على موقع اتحاد الترياتلون الدولي (الإنجليزية)
- سيمون ليسينج على موقع IAT Triathlon Database (الإنجليزية)
- سيمون ليسينج على موقع أوليمبيديا (الإنجليزية)
- سيمون ليسينج على موقع اتحاد ألعاب الكومنولث (مؤرشف) (الإنجليزية)